# زیستگاه‌های دریایی
زیستگاه‌های دریایی (به انگلیسی: Marine Habitats) (کلمه marine از کلمه لاتین mare گرفته شده به معنای دریا یا اقیانوس)، زیستگاه‌هایی اند که از حیات دریایی پشتیبانی می‌کنند. حیات دریایی به طریقی به نمک دریا وابسته است که درون آب دریا حل شده است. زیستگاه، ناحیه‌ای بوم‌شناسانه یا محیط زیستی است که یک یا چند گونه در آن جهت زندگی سکنا گزیده‌اند.